# Scipione Pulzone

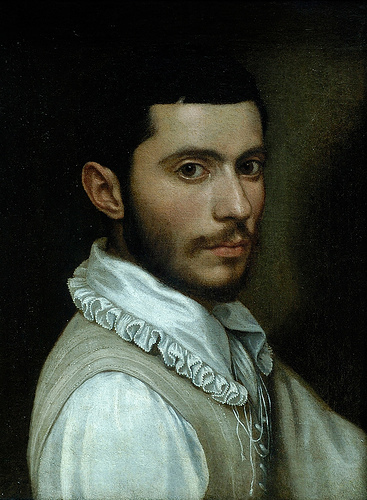
Scipione Pulzone, Selbstporträt um 1574

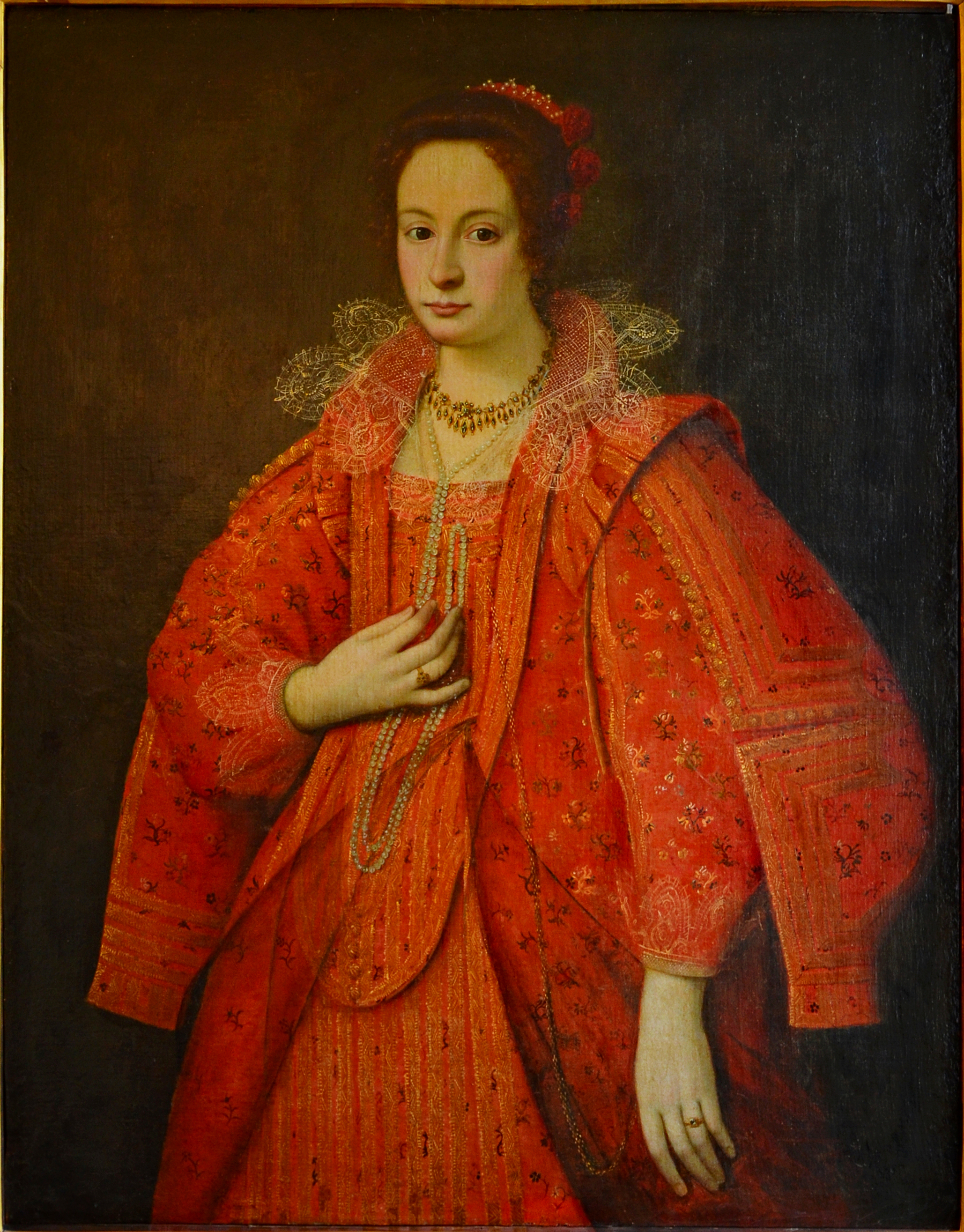
Die Frau in Rot – Musée d'art et d'histoire de Cognac

Scipione Pulzone (* um 1550 in Gaeta; † 1598), genannt Il Gaetano, war ein italienischer Maler des Manierismus.

## Leben
Als Maler war Pulzone in Rom tätig. Er wurde von Jacopino del Conte († 1598) beeinflusst. Er zeichnete sich vor allem als hervorragender Porträtmaler aus. Er malte unter anderem Porträts der Päpste von Pius V., Julius III. und Gregor XIII.  Er porträtierte auch den Kardinal Medici, den Großherzog Ferdinando I. de’ Medici, Eleonora de’ Medici und Maria de’ Medici.
In der Bandinikapelle der römischen Kirche San Silvestro al Quirinale hängt sein Werk der Assunzione di Maria und in der römischen Kirche Santa Maria in Vallicella das Werk Christus am Kreuz mit den Heiligen (Crocefissione).

## Werke (Auswahl)
- Maddalena (1574), Rom, Basilika di San Giovanni in Laterano
- Immacolata Concezione (1581), Ronciglione, Chiesa dei Cappuccini
- Assunzione di Maria (1585), Rom, San Silvestro al Quirinale
- Crocefissione (1592), Rom, Santa Maria in Vallicella
- Pietà (1591), New York, Metropolitan Museum of Art
- Ritratto del Cardinale Ricci, London, National Gallery[3]
- Sacra famiglia, Rom, Galleria Borghese
- Pio V, Rom, Galleria Colonna
- Bildnis der Bianca Cappello, Wien, Kunsthistorisches Museum
- Famiglia di Alfonso Gonzaga, Rom, Galleria Colonna
- Porträt des Jacopo Boncompagni (wieder, nach einigen Umwegen, seit 1989 in Privatbesitz), gemalt 1574[4]

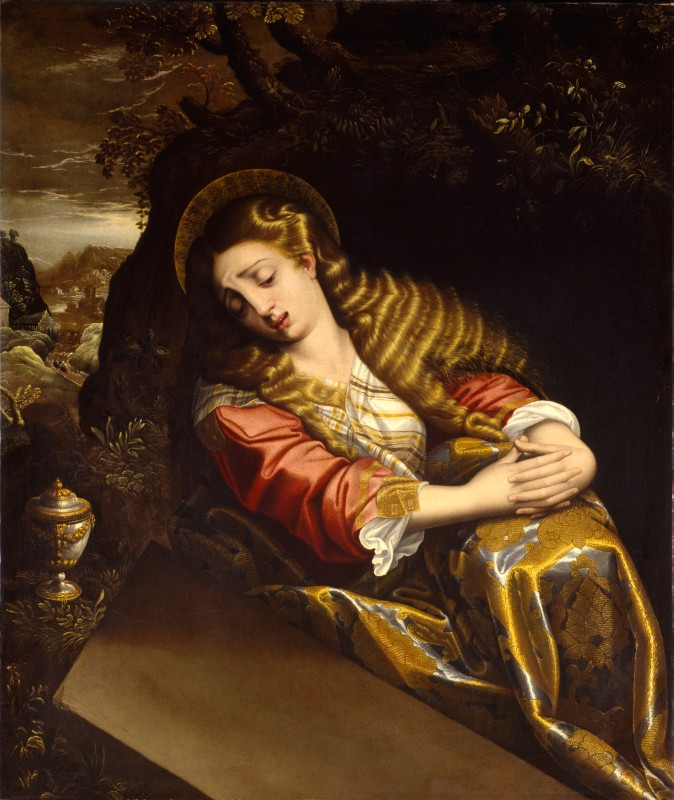
Maddalena al sepolcro, 1585–1590 (Fondazione Cariplo)
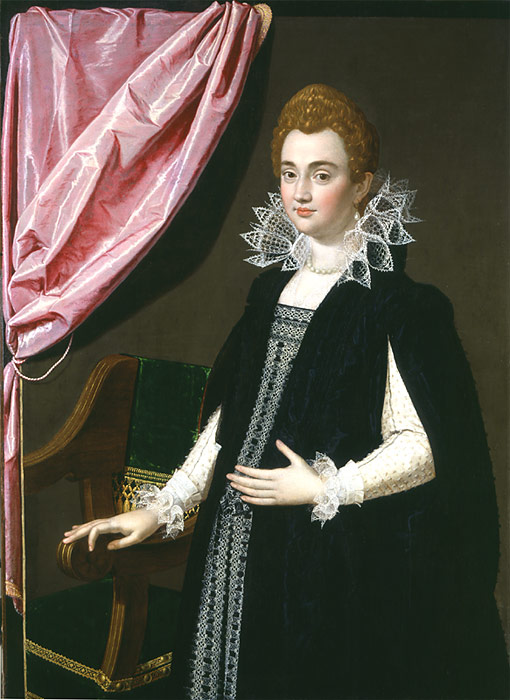
Porträt von Maria de’ Medici
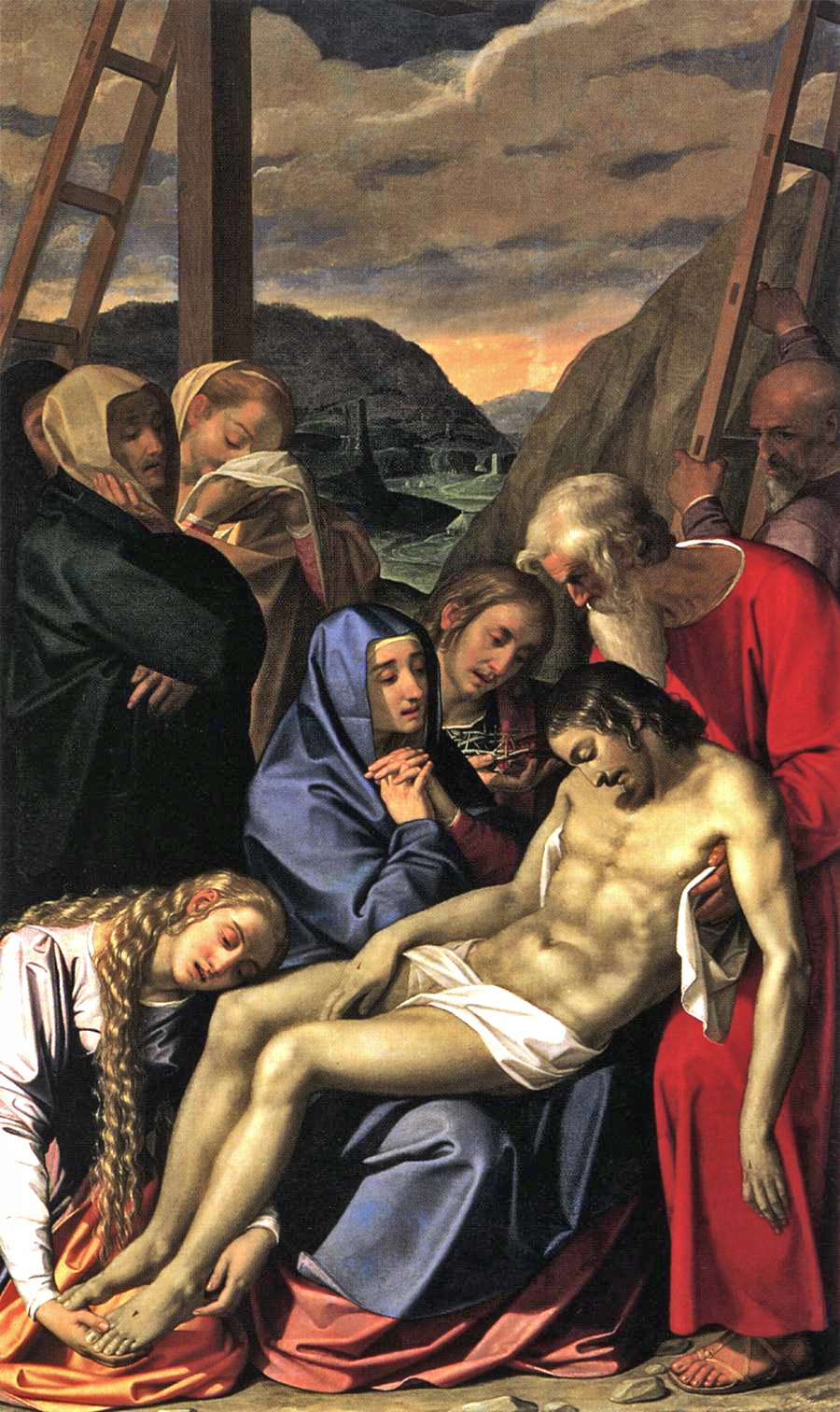
Beweinung Christi (1593)
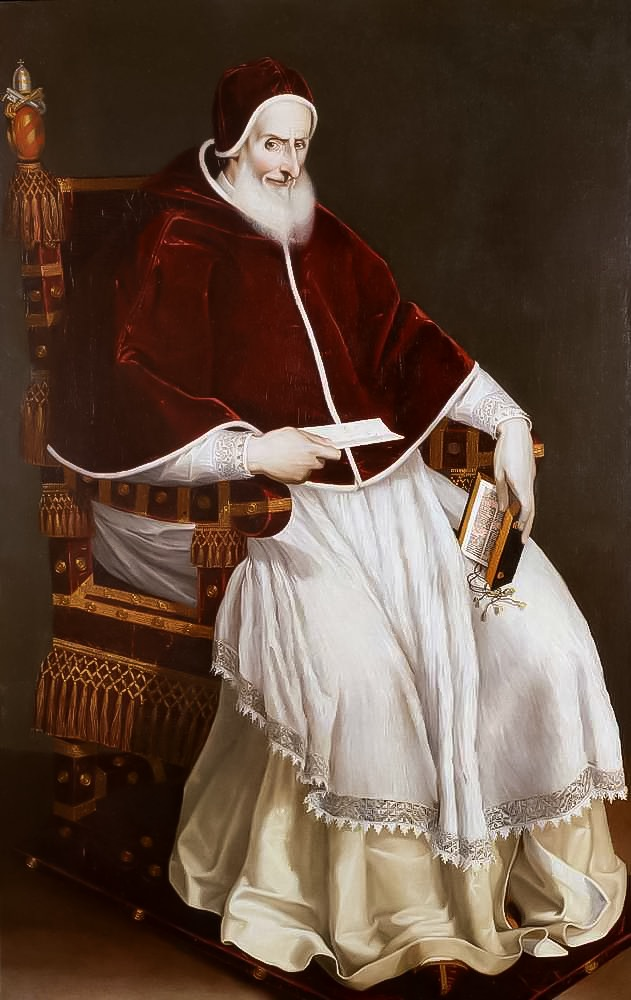
Porträt von Pius V. (1572)